# Czindezaur
Czindezaur (Chindesaurus) – rodzaj dinozaura gadziomiednicznego należący prawdopodobnie do rodziny herrerazaurów (Herrerasauridae). Żył w późnym triasie na obecnych terenach Ameryki Północnej. Został opisany w 1995 roku przez Roberta Longa i Philipa Murry’ego w oparciu o niekompletny szkielet pochodzący z datowanych na późny trias osadów formacji Chinle na terenie Parku Narodowego Skamieniałego Lasu. Nazwa rodzajowa: Chinde Point, Arizona; gr. σαυρος sauros „jaszczurka”; epitet gatunkowy: Bryan Small, kolekcjoner z którego kolekcji pochodził holotyp. Spośród innych herrerazaurów wyróżnia go budowa kości skokowej. Long i Murry do rodzaju Chindesaurus przypisali również inne skamieniałości poza holotypem, jednak Heckert i Lucas (1998) nie zgodzili się z tym, wskazując, że u żadnego osobnika oprócz holotypu kość skokowa nie zachowała się w stopniu wystarczającym, by można go było zaliczyć do tego rodzaju. Czindezaur był średniej wielkości przedstawicielem herrerazaurów – osiągał prawdopodobnie około 3–4 m długości. W 2004 roku Max Langer potwierdził przynależność czindezaura do dinozaurów gadziomiednicznych. Wskazał na zaawansowane cechy Herrerasauridae nieobecne u czindezaura i spekulował, że może on być przedstawicielem  grupy Herrerasauria nienależącym do Herrerasauridae. Langer uznał jednak, że czindezaura najlepiej uznać za Saurischia incertae sedis, choć nie wykluczył, że jest on zaawansowanym przedstawicielem którejś z głównych grup dinozaurów gadziomiednicznych – herrerazaurów, teropodów lub zauropodomorfów. Analiza filogenetyczna przeprowadzona w 2009 roku przez Sterlinga Nesbitta i współpracowników wsparła jednak hipotezę o przynależności czindezaura do Herrerasauridae.